# John Moody (analista financiero)
John Moody (Jersey City, Estados Unidos, 2 de mayo de 1868 – Los Ángeles, Estados Unidos, 16 de febrero de 1958) fue un analista financiero estadounidense, empresario e inversor. Moody fue un pionero en la clasificación de bonos y es conocido por haber fundado Moody´s, una agencia de calificación de riesgos que realiza investigación financiera y análisis de entidades comerciales y gubernamentales a nivel global.